# Xã Benton, Quận Franklin, Illinois
Xã Benton (tiếng Anh: Benton Township) là một xã thuộc quận Franklin, tiểu bang Illinois, Hoa Kỳ. Năm 2010, dân số của xã này là 8.972 người.